# Teucrium melissoides
Teucrium melissoides là một loài thực vật có hoa trong họ Hoa môi. Loài này được Boiss. & Hausskn. miêu tả khoa học đầu tiên năm 1879.